# Næsbyhoved-Broby Kirke
Næsbyhoved-Broby Kirke er en kirke i Næsbyhoved-Broby Sogn i Odense Kommune. Kirken er senromansk, men optræder første gang i bevarede kilder i første halvdel af 1300-tallet, da en fru Margareta skænkede den nogle gaver. 1482 bevidnedes det på et sognestævne i landsbyen, at Hans Barsebeks forfædre både havde ladet kirken opføre og skænket den jord, den er rejst på, samt præstegården. Følgelig anerkendtes Hans Barsebek som kirkens ejer. Den forblev i hans stadig fjernere efterkommeres eje indtil 1578, da Christoffer Valkendorf til Glorup mageskiftede den med kong Frederik II. Mageskiftet gik imidlertid tilbage efter Valkendorfs død, og kirken var sandsynligvis i denne slægts eje indtil 1661. Herefter var den i skiftende eje indtil overgangen til selveje 1. januar 1916.

## Bygning
Kirkens er et langhus bestående af et senromansk skib af tegl, et smallere kor, der er ombygget og udvidet til et langhuskor o. 1505-15 og et tårn fra samme periode. Af den oprindelige teglstenskirke er foruden skibet og dets vestre gavltrekant endnu bevaret korets østmur.
Skibet står med fladt træloft, men har kortvarigt haft hvælv, hvis forlæg endnu ses i vestmuren. Hvælvene er formentlig indsat o. 1455, da tagværket blev udskiftet, men blev fjernet inden 1589, da biskop Jacob Madsen besøgte kirken.

## Inventar
Kirkens ældste inventargenstand er den romanske døbefont af midtfynsk type med relieffer af Majestas Domini, en løve i kamp med et menneske, et skægget mandshoved og en akantusranke. M. Mackeprang mente, at fonten muligvis kunne tillægges stenhuggeren Hvicmanne. Fra senmiddelalderen stammer et indmuret skab i korets østvæk, en skabsaltertavle fra o. 1480-1500 med en meget firgurrig Korsfæstelsesscene og på fløjene de 12 apostle; tavlen er stillet på et postament fra 1774 med maleri af Nadverens Indstiftelse. Den rigt udsmykkede jernbundne dør er fra 1512 og bærer indskriften "help Ih(esu)s anno d(omi)ni mdxii" (Hjælp Jesus, det Herrens år 1512). Dåbsfadet er et af de velkendte Nürnbergfade fra 1500-tallet med Bebudelsesrelief i bunden. Det er skænket af Jørgen Hansen Mule og Barbara Mogensdatter Rosenvinge o. 1600. Prædikestolen er et ungrenæssancearbejde fra 1577 med malerier af Jomfru Maria, Den Opstandne Kristus og apostlen Johannes. Stolen er karakteristisk ved dens balusteragtige hjørnesøjler, der viser at renæssancens arkitektoniske idealer endnu ikke er fuldt integrerede. Balustrene knytter solen sammen med prædikestolene i Oure og Vejstrup kirker fra 1577 og 1579. Desuden er frisens planteornamentik beslægtet med prædikestolen i Birkende Kirke fra 1579. Alterbordets paneler er fra o. 1600 og prydes af et rombemotiv, der er meget udbredt på egnen. I nyere tid er inventaret blevet suppleret med nye stolestader 1940, lysekroner 1951 og orgel 1976.
- Næsbyhoved-Broby Kirke fra nordøst
- Næsbyhoved-Broby Kirke fra sydøst
- Næsbyhoved-Broby Kirke fra sydvest

- Næsbyhoved-Broby Kirkes tårm
- Næsbyhoved-Broby Kirkes indre
- Næsbyhoved-Broby Kirkes alter

- Næsbyhoved-Broby Kirkes orgel
- Næsbyhoved-Broby Kirkes port
- Næsbyhoved-Broby Kirkes prædikestol
- Kors Næsbyhoved-Broby Kirke

## Eksterne kilder og henvisninger
- Næsbyhoved-Broby Kirke hos danmarkskirker.natmus.dk (Danmarks Kirker, Nationalmuseet).
- Næsbyhoved-Broby Kirke Arkiveret 31. januar 2011 hos  Wayback Machine hos nordenskirker.dk
- Næsbyhoved-Broby Kirke hos KortTilKirken.dk